# Teucrium heterophyllum
Teucrium heterophyllum es una especie de planta herbácea de la familia Lamiaceae originaria de Macaronesia.

## Descripción
Teucrium heterophyllum es un endemismo macaronésico, presente en el archipiélago de Madeira y en Canarias, donde se encuentran dos subespecies endémicas: ssp. brevipilosum v. Gaisberg, en Gran Canaria, Tenerife, La Gomera y La Palma y ssp. hierrense v. Gaisberg, solamente en El Hierro. Se trata de un arbusto de hasta unos 2 m de altura, con hojas simples, de lanceoladas a ovadas, densamente vellosas, sobre todo por el envés, que dentro de la familia Lamiaceae se diferencia por sus flores con corola roja bilabiada, aunque el labio superior bífido es muy corto y estambres y estilo largamente exertos. Se conoce como "jocama (ssp.brevipilosum) o jocama herreña (ssp.hierrense)".

## Taxonomía
Teucrium heterophyllum fue descrita por Charles Louis L'Héritier de Brutelle y publicado en Stirpes Novae aut Minus Cognitae 84, f. 49, en el año 1784 [1785].
Etimología
- Teucrium: nombre genérico que deriva del Griego τεύχριον, y luego el Latín teucri, -ae y teucrion, -ii, usado por Plinio el Viejo en Historia naturalis, 26, 35 y  24, 130, para designar el género Teucrium, pero también el Asplenium ceterach, que es un helecho (25, 45).[3] Hay otras interpretaciones que derivan el nombre de Teucri, -ia, -ium, de los troyanos, pues Teucro era hijo del río Escamandro y la ninfa Idaia, y fue el antepasado legendario de los troyanos, por lo que estos últimos a menudo son llamados teucrios.[4] Pero también Teucrium podría referirse a Teûkros, en latín Teucri, o sea Teucro, hijo de Telamón y Hesione y medio-hermano de Ajax, y que lucharon contra Troya durante la guerra del mismo nombre, durante la cual descubrió la planta en el mismo período en que Aquiles, según la leyenda, descubrió la Achillea.[5]
- heterophyllum: epíteto que alude a la variabilidad que se da en las hojas de la planta.

Subespecies aceptadas
- Teucrium heterophyllum subsp. brevipilosum Gaisberg

Sinonimia
- Poliodendron heterophyllum (L'Hér.) Webb & Berthel.
- Teucrium heterophyllum subsp. heterophyllum[6]